# Participarea României în Campania din Vest împotriva Germaniei și Ungariei
În perioada 24 august 1944 – 12 mai 1945 s-a desfășurat ultima fază a participării României la Al Doilea Război Mondial, numită și Campania din Vest. Aceasta s-a derulat alături de trupele sovietice împotriva foștilor aliați, Germania Nazistă și sateliții acesteia.